# Teoria da conspiração dos chemtrails

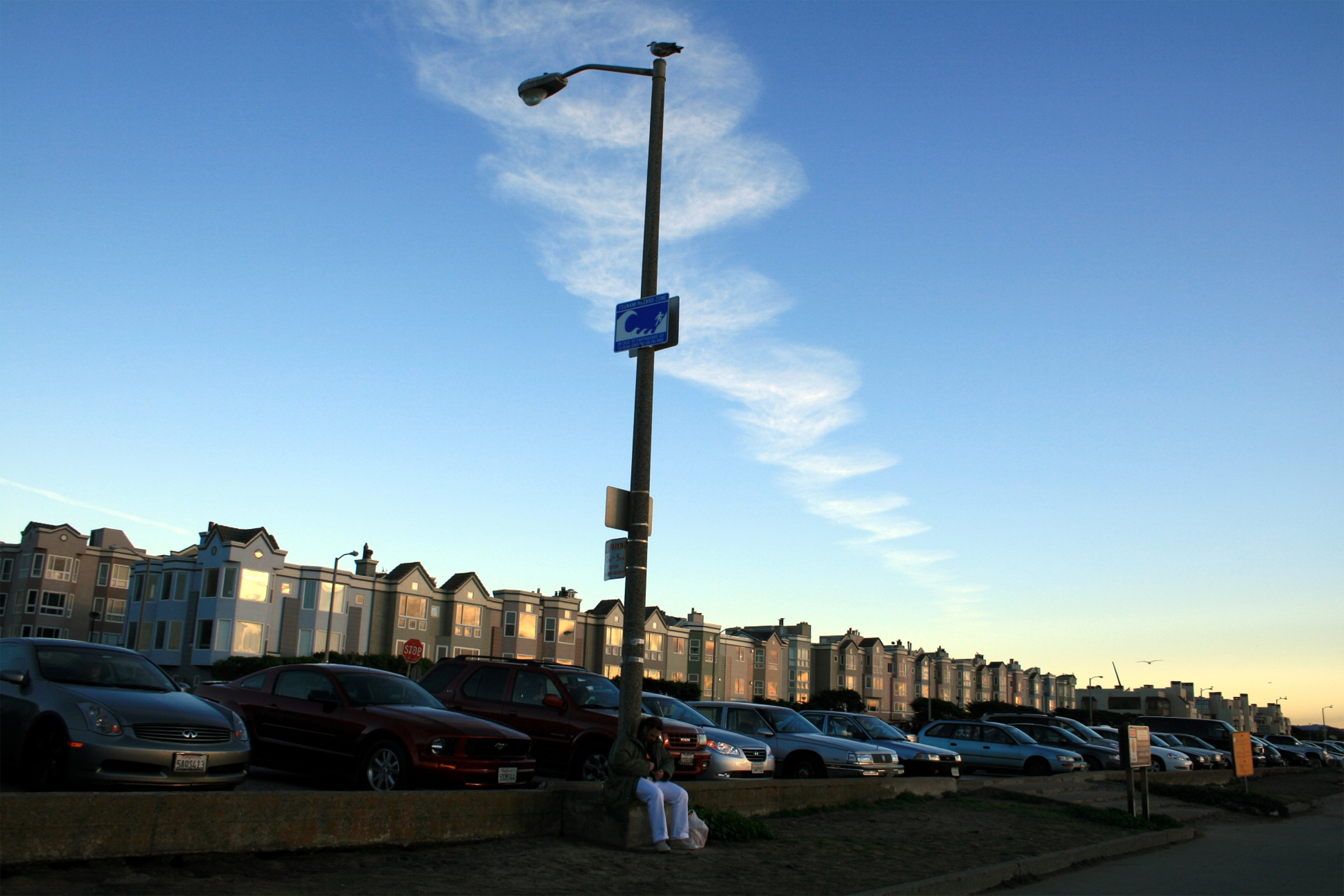
Trilhas de condensação sobre São Francisco.

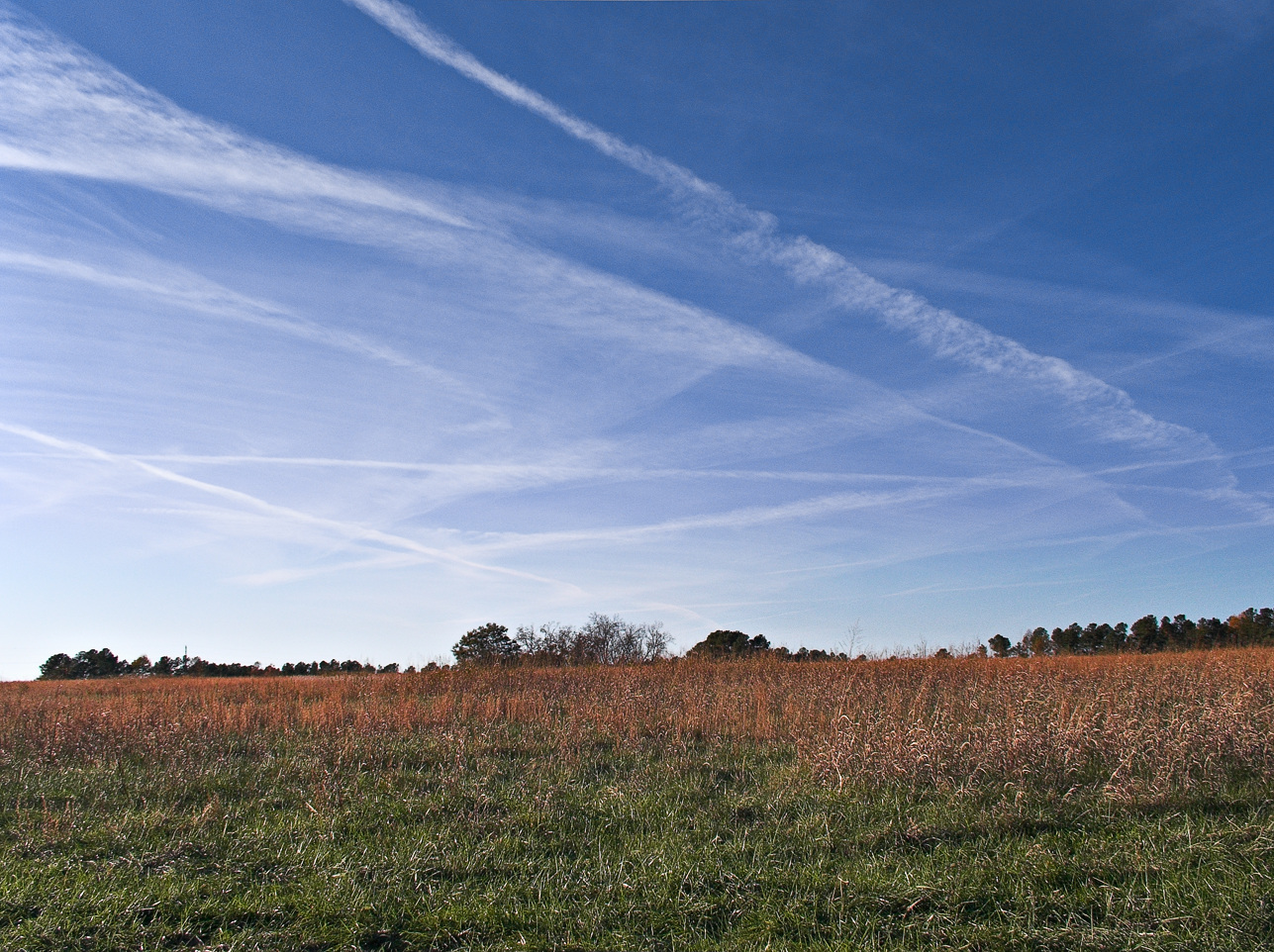
Vários rastros simultâneos. O tempo de dissipação depende do clima, especialmente da temperatura, umidade e velocidade do vento.

A teoria da conspiração sobre chemtrails (neologismo em inglês que combina chemical - "químico" - e contrail - "rasto de condensação") envolve a falsa crença que os rastros deixados por alguns aviões são na verdade agentes químicos ou biológicos, deliberadamente pulverizados a grandes altitudes, com propósitos desconhecidos do público, causando danos à saúde da população.
Versões da teoria da conspiração da trilha química circulam na internet, e programas de rádio dizem que a atividade é dirigida por funcionários dos governos. citando o documento Weather as a Force Multiplier: Owning the Weather in 2025, que sugeriria que a Força Aérea dos Estados Unidos está conduzindo experiências de mudança do tempo. Na verdade, esse documento fazia  parte  de um trabalho acadêmico que consistia em delinear uma estratégia de uso para um futuro sistema de mudança do tempo, com objetivos militares.
A existência de trilhas químicas tem sido repetidamente negada pelas agências governamentais e por cientistas de todo o mundo.
A Força Aérea dos Estados Unidos afirma que a teoria é um embuste "que tem sido investigado e refutado por muitas universidades credenciadas, organizações científicas e principais publicações da mídia".
O Departamento Britânico para o Meio Ambiente, Alimentação e Assuntos Rurais afirmou que trilhas químicas "não são fenômenos reconhecidos cientificamente". O Líder do governo da Câmara dos Comuns do Canadá declarou que "o termo trilha química é uma expressão popular, e não há provas científicas para apoiar a sua existência." O termo trilha química não se refere a formas comuns de pulverização aérea, tais como a de uso agrícola, a semeadura de nuvens ou o combate aéreo de incêndios. O termo refere-se especificamente a trilhas aéreas decorrentes do lançamento sistemático, em grande altitude, de substâncias químicas não encontradas nas trilhas de condensação (em inglês, contrails), resultando no aparecimento de faixas não usuais no céu. Os adeptos dessa teoria especulam que as finalidades da liberação de produtos químicos poderiam ser: escurecimento global, controle populacional, controle do tempo ou guerra biológica, e essas trilhas estariam causando doenças respiratórias e outros problemas de saúde.

## Ver Também
- Alijamento de combustível
- Histeria coletiva
- Mick West
- Injeção de aerossol na estratosfera
- Nuvem iridescente